# 세야촌 (이바라키현)
세야촌(世矢村)은 이바라키현 구지군에 설치되었던 촌이다.

## 지리
- 현재의 히타치오타시 남부에 해당한다.
- 아부쿠마 고지의 일부에 위치해, 촌의 대부분은 산이 많은 지형이다.

## 역사
- 1889년 4월 1일 - 정촌제 시행에 의해 구지군 세야촌이 성립하였다.
- 1955년 3월 1일 - 가와치촌의 일부와 함께 히타치오타시에 편입되어, 소멸하였다.

## 인구
| 1891년 | 3,082 |
| 1920년 | 3,332 |
| 1935년 | 3,477 |
| 1950년 | 4,554 |

## 교통

### 철도
- 히타치 전철
  - 히타치 전철선 (2005년 4월 1일에 폐지)

## 참고문헌
- 常陸太田市史編さん委員会編『常陸太田市史 通史編 下』、常陸太田市、1983年
- 角川日本地名大辞典編纂委員会『가도카와 일본 지명 대사전 8 茨城県』、가도카와 쇼텐、1983年 ISBN 4040010809